# Cortes de Aragón (Teruel)
Cortes de Aragón es un municipio de la provincia de Teruel, en la comunidad autónoma de Aragón, España. Su  población es de 65 habitantes (INE 2024).
Se sitúa justo en el margen septentrional de la cordillera Ibérica y el piedemonte de la Depresión del Ebro, geológicamente se encuadra en un relieve plegado laxo de anticlinales y sinclinales de dirección NW-SE, culminado por diferentes superficies de erosión. Se sitúa en la divisoria de aguas del río Martín y el río Río Aguasvivas.

## Historia
En 1328, Alfonso IV vendió Huesa y sus aldeas a Pedro de Luna, pasando a formar parte de Sesma de la Honor de Huesa en la Comunidad de Aldeas de Daroca, comunidad de aldeas que en 1838 fue disuelta.

## Demografía
Cortes de Aragón cuenta con una población de 65 habitantes (INE 2024).
| Gráfica de evolución demográfica de Cortes de Aragón entre 1842 y 2021                                              |
| |
| Población de derecho según los censos de población del INE Población de hecho según los censos de población del INE |

## Administración y política
| Período   | Alcalde                      | Partido     | Partido |
| --------- | ---------------------------- | ----------- | ------- |
| 1979-1983 | Narciso Valeriano Plou Legua | Ind.        |         |
| 1983-1987 | Miguel Royo Gracia           | PSOE-Aragón |         |
| 1987-1991 | Miguel Royo Gracia           | PSOE-Aragón |         |
| 1991-1995 | Miguel Royo Gracia           | PSOE-Aragón |         |
| 1995-1999 | Miguel Royo Gracia           | PSOE-Aragón |         |
| 1999-2003 | Miguel Royo Gracia           | PSOE-Aragón |         |
| 2003-2007 | Miguel Royo Gracia           | PSOE-Aragón |         |
| 2007-2011 | Miguel Royo Gracia           | PSOE-Aragón |         |
| 2011-2015 | Miguel Royo Gracia           | PSOE-Aragón |         |
| 2015-2016 | Ramón Vendrell               | PP          |         |
| 2016-2019 | Ana Belén Aparicio           | PP          |         |
| 2019-2023 | Ana Belén Aparicio           | PP          |         |
| 2023-2027 | Ana Belén Aparicio           | PP          |         |

| Partido político    | Partido político                                   | 2003   | 2007   | 2011   | 2015   |
| Partido político    | Partido político                                   | Ediles | Ediles | Ediles | Ediles |
|                     | Partido Popular de Aragón (PP)                     | 1      | —      | 1      | 2      |
|                     | Partido de los Socialistas de Aragón (PSOE-Aragón) | 4      | 4      | 2      | 1      |
|                     | Partido Aragonés (PAR)                             | —      | 1      | —      | —      |
|                     | Chunta Aragonesista (CHA)                          | —      | —      | —      | —      |
| Total de concejales | Total de concejales                                | 5      | 5      | 3      | 3      |